# Leonard Jodko-Narkiewicz
Leonard Jodko-Narkiewicz herbu Lis (ur. 9 listopada 1772 w Abramowiźnie, zm. 17 maja 1840 w Zamościu) – podpułkownik księstwa Warszawskiego i Królestwa Polskiego, inżynier.

## Życiorys
Urodził się 9 listopada 1772 w Abramowiźnie jako syn Piotra herbu Lis i jego żony Barbary.
Wstąpił do Korpusu Inżynierów Litewskich i brał udział w powstaniu kościuszkowskim jako podporucznik w 3 pułku piechoty litewskiej.
Następnie służył w armii francuskiej i brał udział w kampanii 1800-01 i 1805. W 1807 był kapitanem inżynierii w 1 Legii i brał udział w delimitacji granicy z Prusami. W 1809 dostał przydział do twierdzy Zamość i otrzymał awans do stopnia podpułkownika. W twierdzy zajmował się odbudową i modernizacją obiektu. W 1816 kierował pracami demarkacyjnymi granicy z Austrią i Wolnym Miastem Kraków.
Po 1815 ponownie był Komendantem Inżynierii w Zamościu i prowadził prace fortyfikacyjne. W 1827 przeniesiony został do 6 kompanii weteranów. Brał udział w Powstaniu Listopadowym. Był członkiem masonerii.  W 1830 dostał znak honorowy za 20 lat służby.
W 1835 przeszedł na emeryturę. Żonaty z Barbarą z d. Bukrzewską z którą miał syna Konstantego.
Zmarł 17 maja 1840 w Janowicach obecnie dzielnicy Zamościa.

## Odznaczenia
- Krzyż Kawalerski Legii Honorowej,
- Złoty Krzyż Orderu Virtuti Militari,
- Order świętej Anny 2 klasy,
- w 1830 otrzymał honorową odznakę za 20 lat służby.